# 東岡崎駅
東岡崎駅（ひがしおかざきえき）は、愛知県岡崎市明大寺本町にある名古屋鉄道名古屋本線の駅である。
当駅は市名を冠する東海旅客鉄道（JR東海）岡崎駅に比べると岡崎市役所や岡崎城などに近く、駅周辺は中心市街地が広がることから、市の中心駅としての役割を担っている。当駅及び当駅周辺は地元民から「ひがおか」と呼ばれる。
駅番号はNH13。manacaの利用が可能である。

## 沿革
- 1923年（大正12年）
  - 8月8日 - 岡崎電気軌道（後の岡崎市内線）是字寺駅所在地に、愛知電気鉄道により開業。
  - 12月頃 - 岡崎電気軌道の是字寺駅が愛電前駅に改称。
- 1935年（昭和10年）8月1日 - 名岐鉄道への合併により名古屋鉄道が発足したため、同社の駅となる。
- 1941年（昭和16年）6月1日 - 岡崎電気軌道を合併していた三河鉄道が名古屋鉄道へ合併（愛電前駅はこの時までに東岡崎駅前駅に改称）。
- 1951年（昭和26年） - 岡崎市内線の殿橋貨物駅が扱っていた貨物業務を当駅管理に変更[3]。
- 1958年（昭和33年） - 開業以来の木造駅舎を改築し、駅ビル竣工[4]。
- 1962年（昭和37年）
  - 6月11日 - 貨物業務集約後、名義のみ残っていた殿橋貨物駅が正式に廃止される[5]。
  - 6月17日 - 岡崎市内線廃止により東岡崎駅前駅が廃止され、乗換駅でなくなる[6]。
- 1982年（昭和57年）9月30日 - 貨物営業廃止[7]。
- 1983年（昭和58年）10月1日 - 駅ビル改装完了[8]。
- 1985年（昭和60年）12月28日 - 上り待避線新設[9]。
- 1989年（平成元年）12月25日 - 地下駅舎および南北連絡通路完成[10]。自動改札機設置[11]。
- 1992年（平成4年）7月31日 - 駅ビル南館竣工[12]。
- 2004年（平成16年）9月15日 - トランパス供用開始[13]。
- 2009年（平成21年）12月 - 上り線プラットホームにエレベーターを設置する工事を開始。
- 2010年（平成22年）12月24日 - 橋上駅舎（一部）とエレベーター使用開始。
- 2011年（平成23年）
  - 2月11日 - ICカード乗車券「manaca」の供用を開始。
  - 7月21日 - 橋上東改札口設置工事に着手。
- 2012年（平成24年）2月29日 - 「トランパス」の供用を終了。
- 2013年（平成25年）4月1日 - 橋上改札供用開始。
- 2019年（令和元年）
  - 6月3日 - 東口一般車乗降場およびロータリーの一部利用開始[14][15]。
  - 11月2日 - ペデストリアンデッキが供用開始[16][17]。
- 2020年（令和2年）7月28日 - 東口一般車乗降場およびロータリーの拡張工事完了[18]。
- 2021年（令和3年）
  - 5月31日 - 駅併設の岡ビル百貨店が閉店[19][20]。
  - 11月15日 - 名古屋鉄道と岡崎市は、東岡崎駅舎と駅ビルの整備についての基本協定を締結。駅舎の全橋上化が決定[21][22][23]。
- 2022年（令和4年）
  - 3月29日 - 名古屋鉄道は、北口に鉄骨8階建ての複合施設を、南口に鉄骨3階建ての商業施設を建設する再開発計画を発表した[24]。

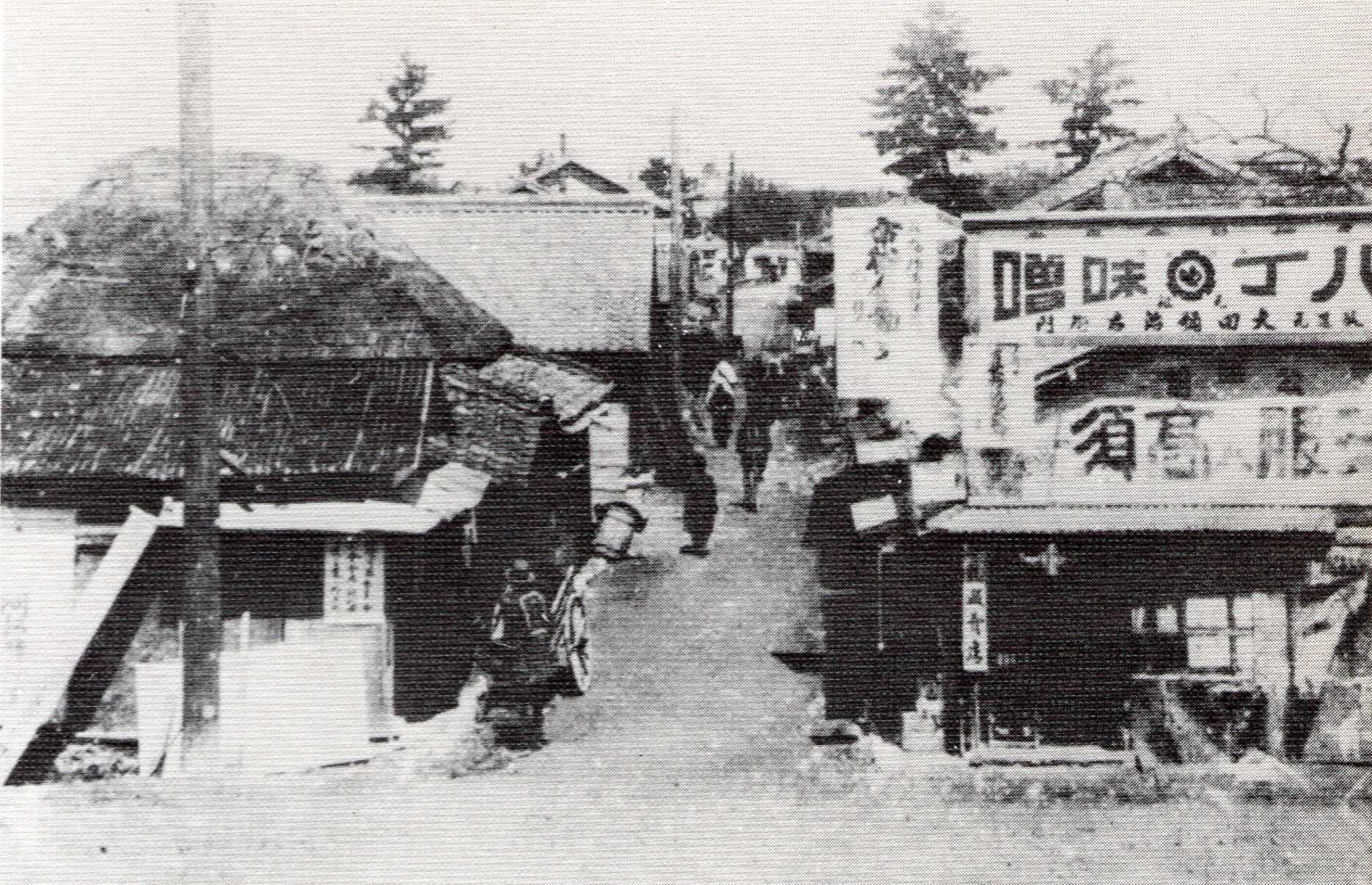
東岡崎駅から明代橋方面を望む（1926年）
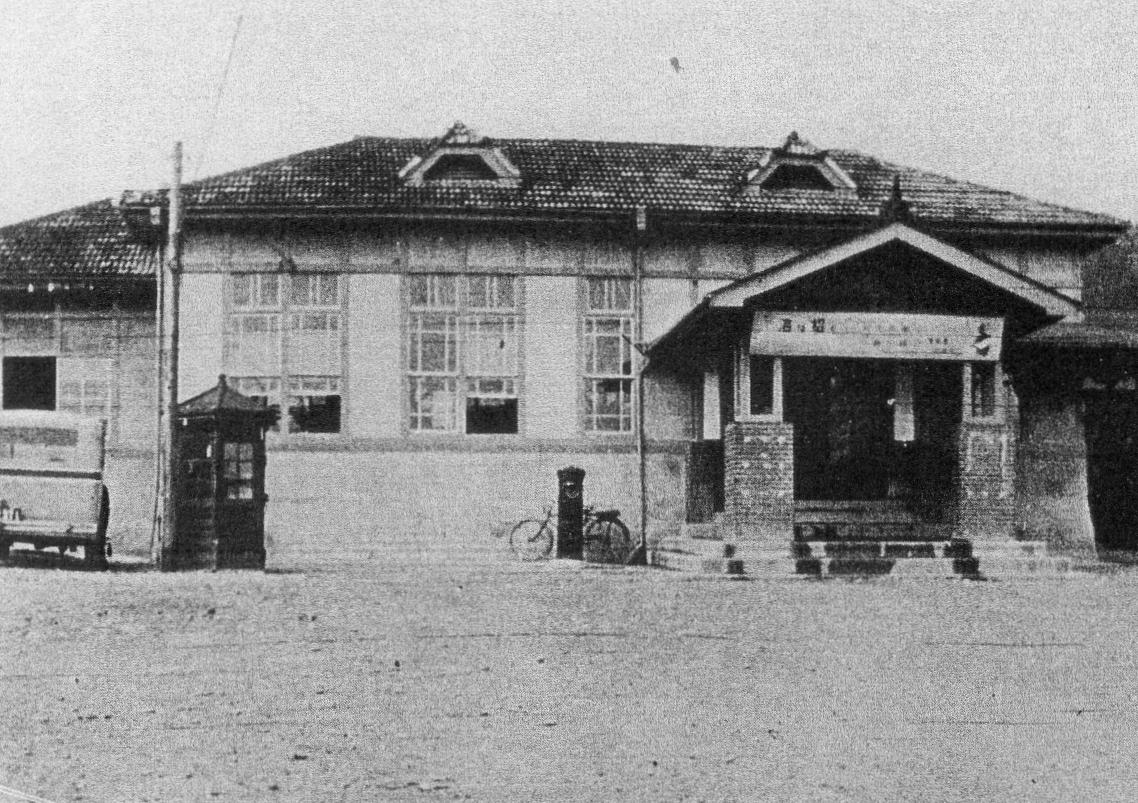
初代駅舎（1940年頃）

## 整備事業

### 東岡崎駅周辺地区整備事業
2005年（平成17年）2月20日、ユニー東岡崎店が閉店。これをきっかけとして、同年2月15日に地域住民と地元商店街の商人で構成される東岡崎駅周辺整備研究懇談会が発足。同懇談会は、1年間に及ぶ議論を取りまとめた報告書を2006年（平成18年）3月31日に岡崎市長に提出した。
岡崎市は、2006年（平成18年）7月7日から東岡崎駅交通結節点整備検討会を随時開催。2008年（平成20年）3月には東岡崎駅交通結節点整備基本計画を発表。駅を橋上化し、北口に西側デッキと東側デッキの2つの構造をもつペデストリアンデッキを建設、新駅ビル直下にバスターミナルを整備するというものであったが、高架することにより圧迫感がある、駅前が暗くなるなどの反対意見が寄せられたため、基本計画は頓挫する。このため、駅前広場北側から駅前の道路をまたぐ1本だけに規模を縮小し、残る動線の確保は交差点の改良などで対応する代替案が出された。
2013年（平成25年）4月1日、橋上東改札口が供用開始。
2014年（平成26年）8月28日、市は、東改札口から北東方面に向かうペデストリアンデッキを建設すると発表した。
2019年（令和元年）11月2日、「明大寺交通広場」と名付けた広場には高さ9.5メートルの徳川家康の銅像が設置され、ペデストリアンデッキは「北東街区有効活用事業」として市が整備を進めている上明大寺町2丁目14番地の土地に接続した。上明大寺町の同地に建設された複合商業施設「オト リバーサイドテラス」もオープンした。

### 東岡崎駅橋上化事業・再開発計画
2021年（令和3年）11月15日、名古屋鉄道と岡崎市は、東岡崎駅舎と駅ビルの整備についての事業区域や整備スケジュールなどを定めた基本協定を締結した。これにより駅舎の全橋上化、南北自由通路の設置、北口バスターミナルの再整備などが決定した。「2023年度に橋上駅舎建設着工。2024年度に駅ビルの解体開始。2027年度に新駅ビルの建設着工。2028年度に橋上駅舎完成。2029年度に新駅ビル完成」というスケジュールで整備が進められる予定。事業費は原則として市が負担。地下改札口から橋上駅舎に移る駅務室、ホームへの下りエレベーター整備費の半額、ホームのかさ上げ費用の3分の1、名古屋方面へのホーム改良工事費の半額は、現行の東岡崎駅より機能が拡充されるとして名鉄が負担する。
2022年（令和4年）3月29日、名古屋鉄道は、北口に複合施設を、南口に商業施設を建設する再開発計画を発表した。それぞれの施設の概要は以下のとおり。
- 北口は、約6000平方メートルの敷地内に延べ床面積約1万3000平方メートルのビルを建設する。鉄骨8階建て。商業やオフィス、公益施設を主な用途とする。2029年度内の完成を目指す。
- 南口は、約1200平方メートルの敷地内に延べ床面積約3000平方メートルの商業施設を主な用途とするビルを建設する。鉄骨3階建て。名鉄が拠点駅に開設している駅直結型の商業施設「ミュープラット」を設ける予定。2023年度内の完成を目指す。

名鉄はまた同日、2022年度の連結設備投資額が2021年度計画比16％増の763億円になる計画だと発表した。東岡崎駅前再開発計画の推進や、鉄道事業の配分を手厚くするとし、高崎裕樹社長は会見で「2022年度は反転攻勢に本格的に乗り出す」と説明した。 

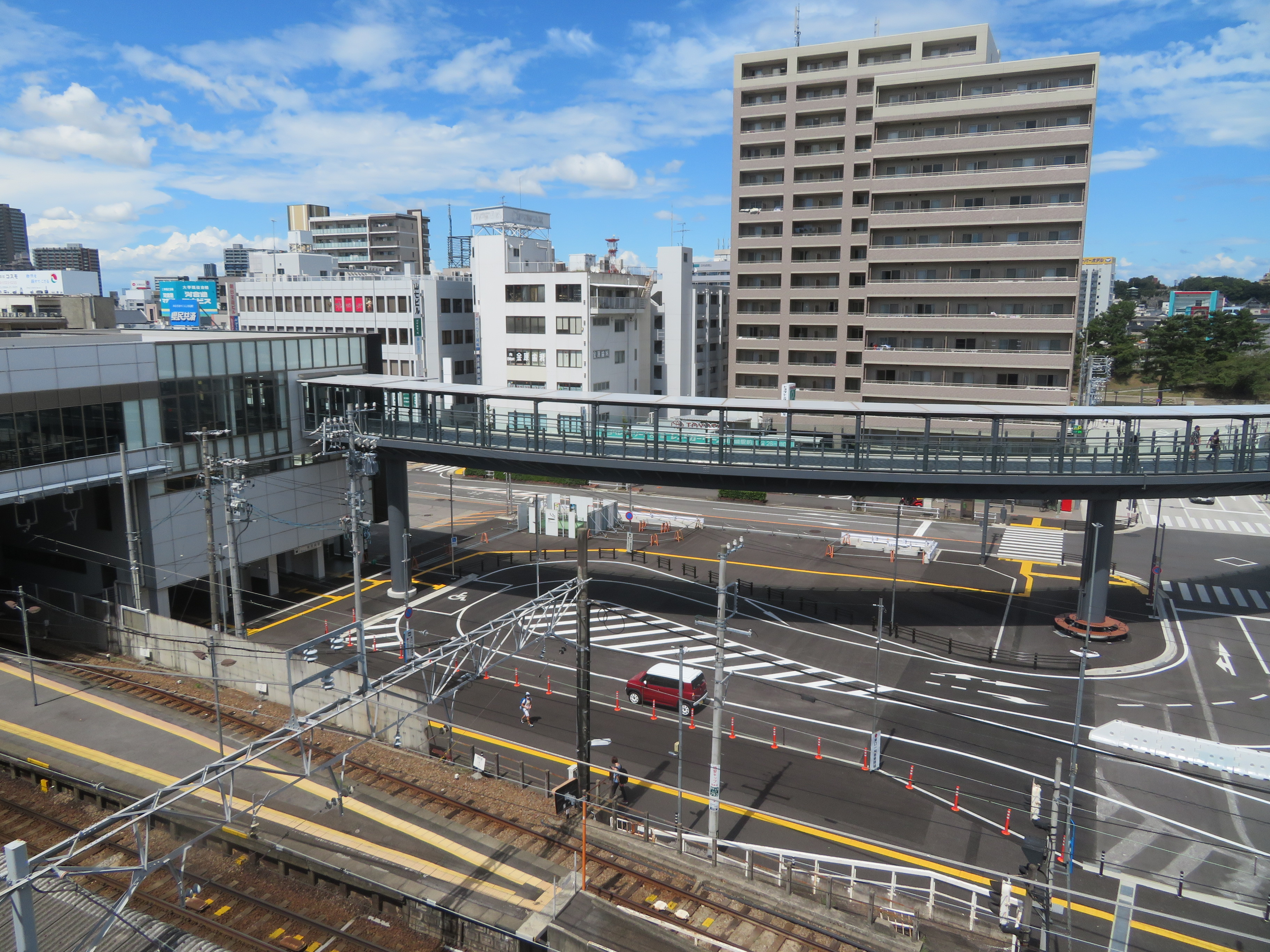
東口のペデストリアンデッキ
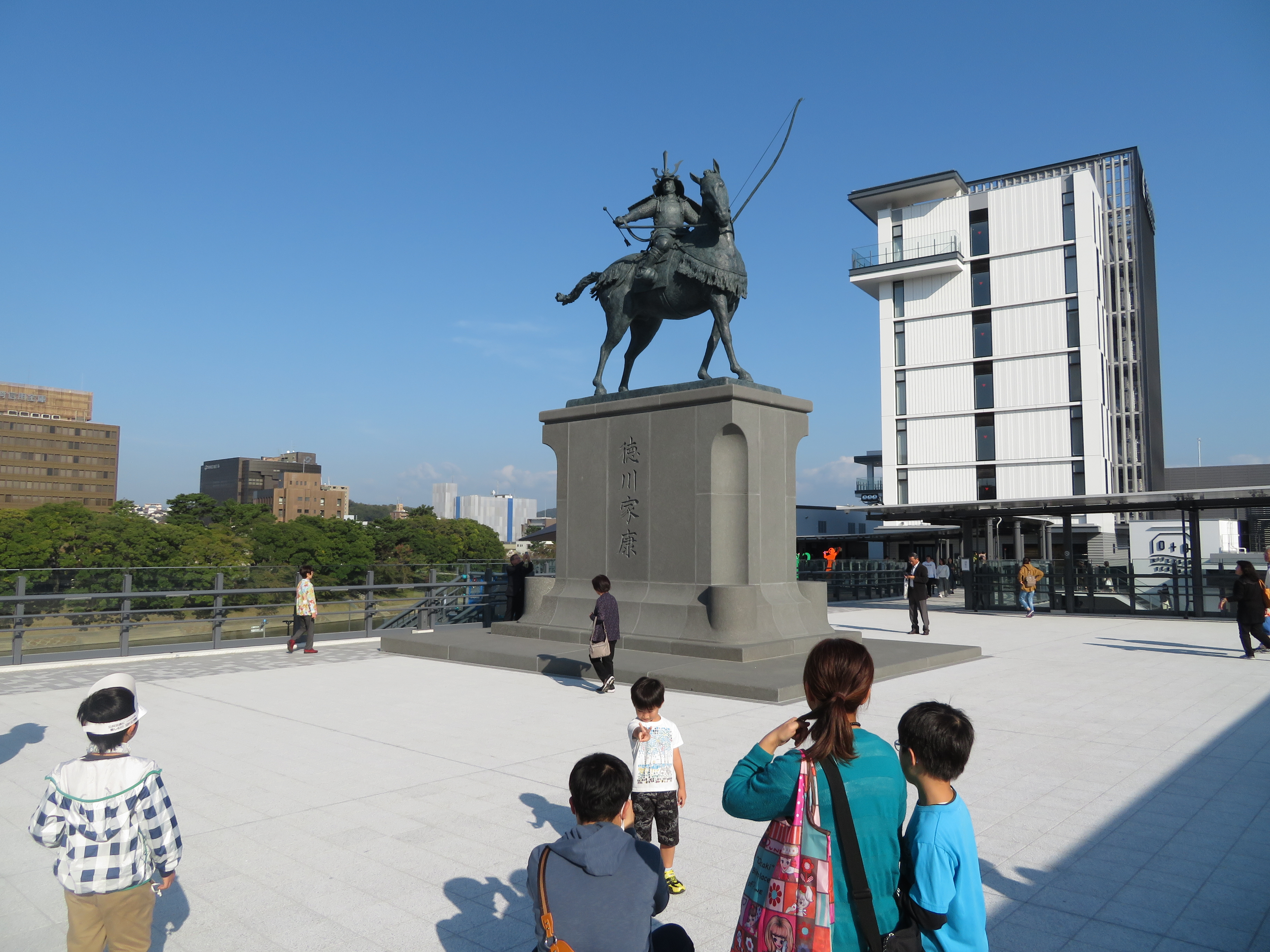
完成した徳川家康の銅像と「オト リバーサイドテラス」

## 駅名
1923年に愛知電気鉄道が岡崎に進出した際、岡崎市内には乙川の西側に西岡崎駅（現・岡崎公園前駅）、東側に東岡崎駅の2駅が設置された。西岡崎駅が岡崎公園前駅へ改称された後は対となる駅名が無くなり、中心地にもかかわらず東岡崎駅と名乗ることをいぶかしむ声も聞こえたという。「ひがおか」と略されることがあり、駅周辺地区整備事業の広報媒体にも使用されている。2023年（令和5年）10月14日、名古屋鉄道は「ひがおか」「とうおか」と記載された硬券入場券を発売した。
このような経緯によって命名された駅名のため、後にJR東海道本線に新設された西岡崎駅とは無関係である。

## 駅構造
島式2面4線を有する地上駅で橋上駅舎を備える。なお、地形の関係上西側は半高架となっている。改札口は地下と橋上駅舎内の計2か所、出口は地下改札北口と地下改札南口と橋上駅舎入口の3か所で、地下改札南口は1989年に地下通路を延伸して新設された。
駅のホーム幅はやや狭く、特に金山・名鉄名古屋方面は朝ラッシュの時間帯に混雑する。売店は名古屋方面のホームに設置されていたが、2008年10月に閉店し自販機コーナーとなった。2006年2月1日に改札口正面に観光案内所が設置された。
| 番線 | 路線          | 方向 | 行先                 | 備考   |
| ---- | ------------- | ---- | -------------------- | ------ |
| 1    | NH 名古屋本線 | 下り | 金山・名鉄名古屋方面 | 副本線 |
| 2    | NH 名古屋本線 | 下り | 金山・名鉄名古屋方面 | 本線   |
| 3    | NH 名古屋本線 | 上り | 豊橋・豊川稲荷方面   | 本線   |
| 4    | NH 名古屋本線 | 上り | 豊橋・豊川稲荷方面   | 副本線 |

北口にある駅ビルは1958年（昭和33年）の築年で、かつては2階と3階に岡ビル百貨店が入居しており、地域史・絵葉書研究家の生田誠からは『ここだけが時計が止まった感じを受ける』と評された。なお、岡ビル百貨店は建物老朽化や入居テナントの減少などを受け、2021年5月31日をもって閉店した。

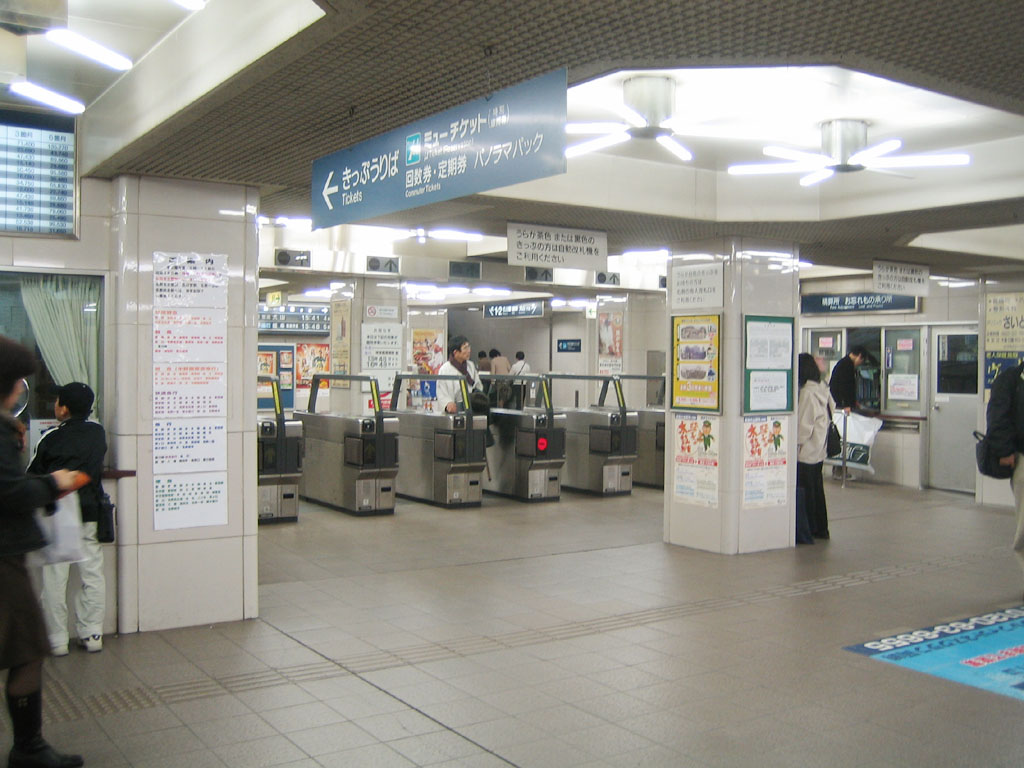
改札口
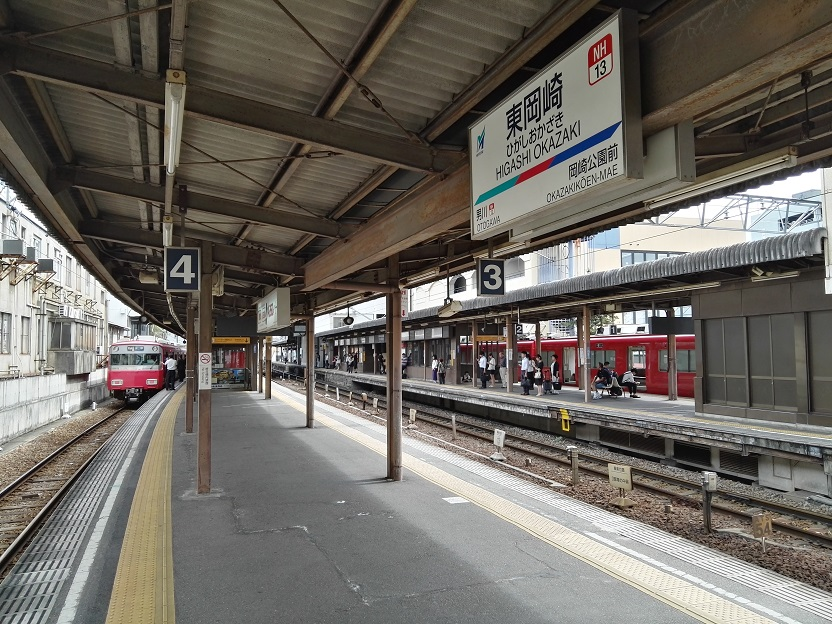
ホーム
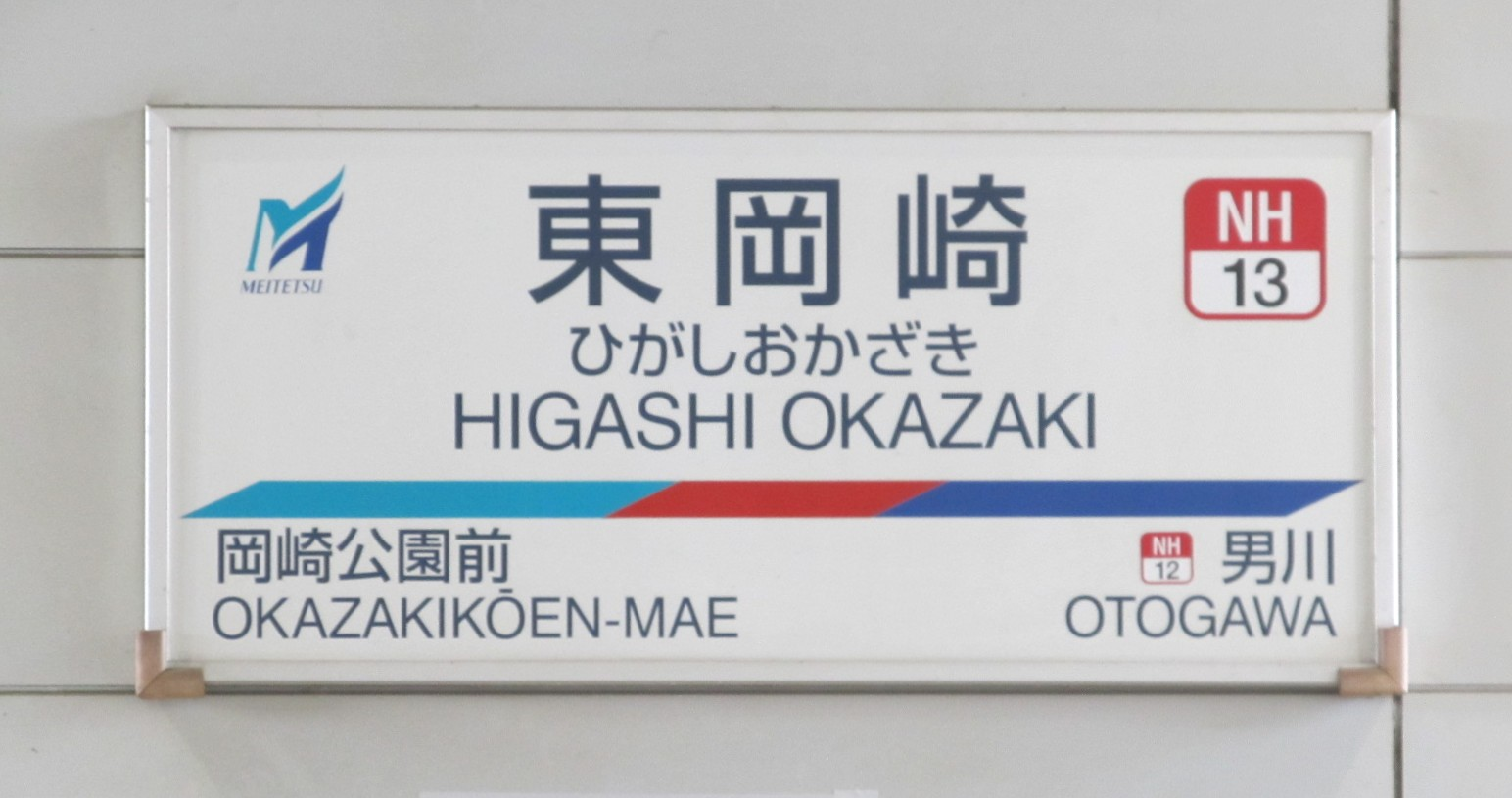
駅名標
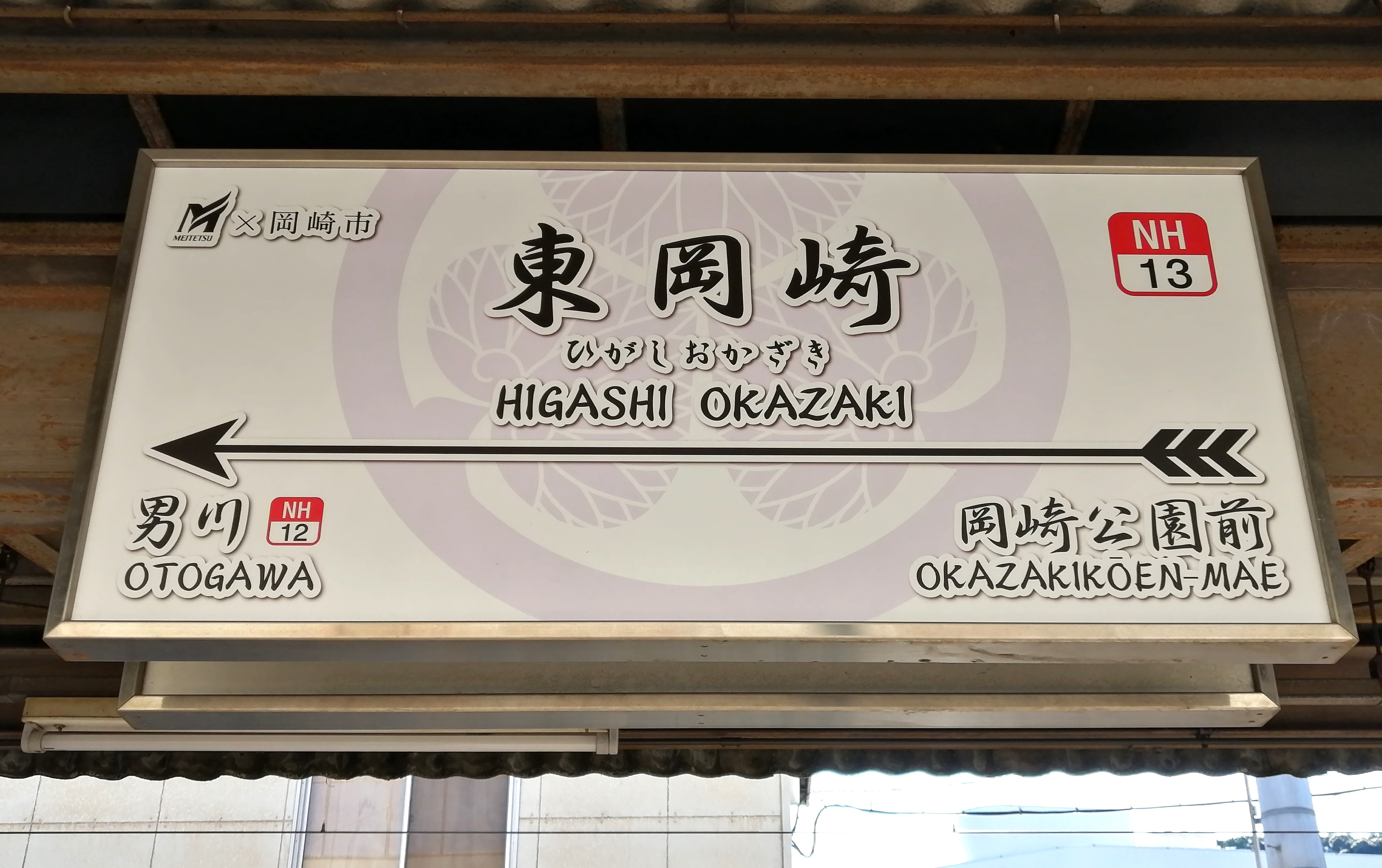
大河ドラマ『どうする家康』の放送に合わせて期間限定で設置された、「三つ葉葵」がデザインされている駅名標（2023年12月）
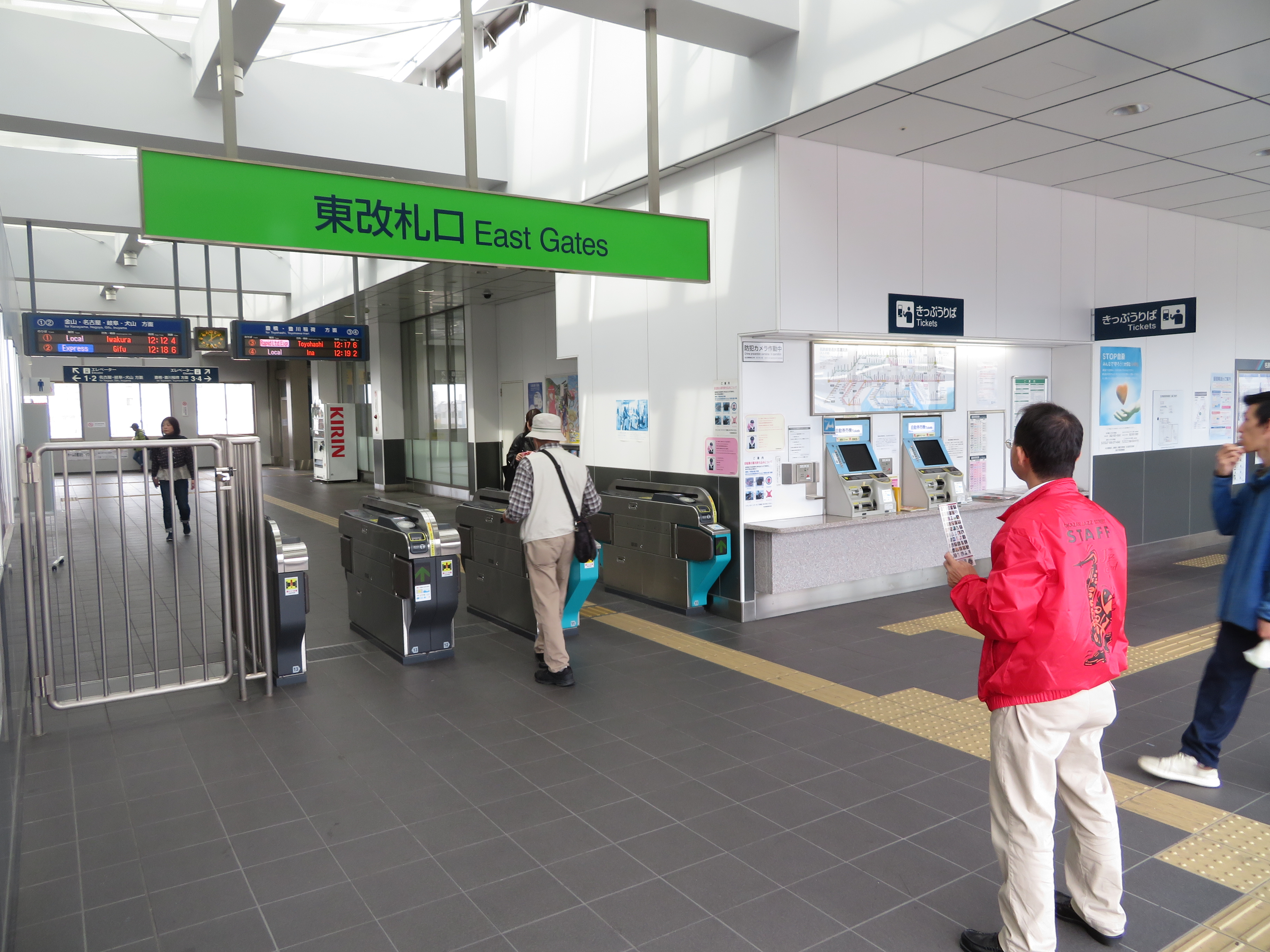
東改札口
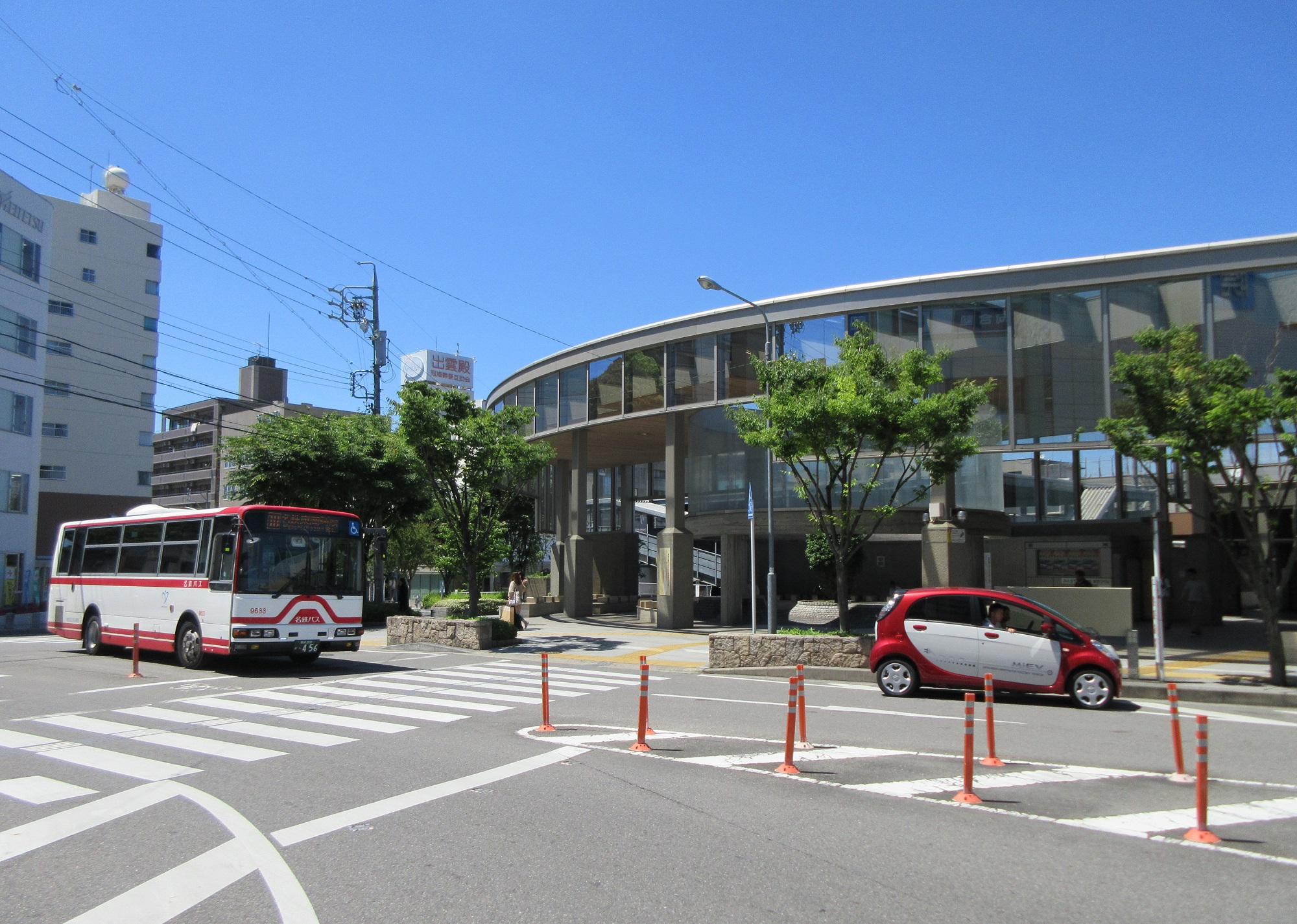
南口
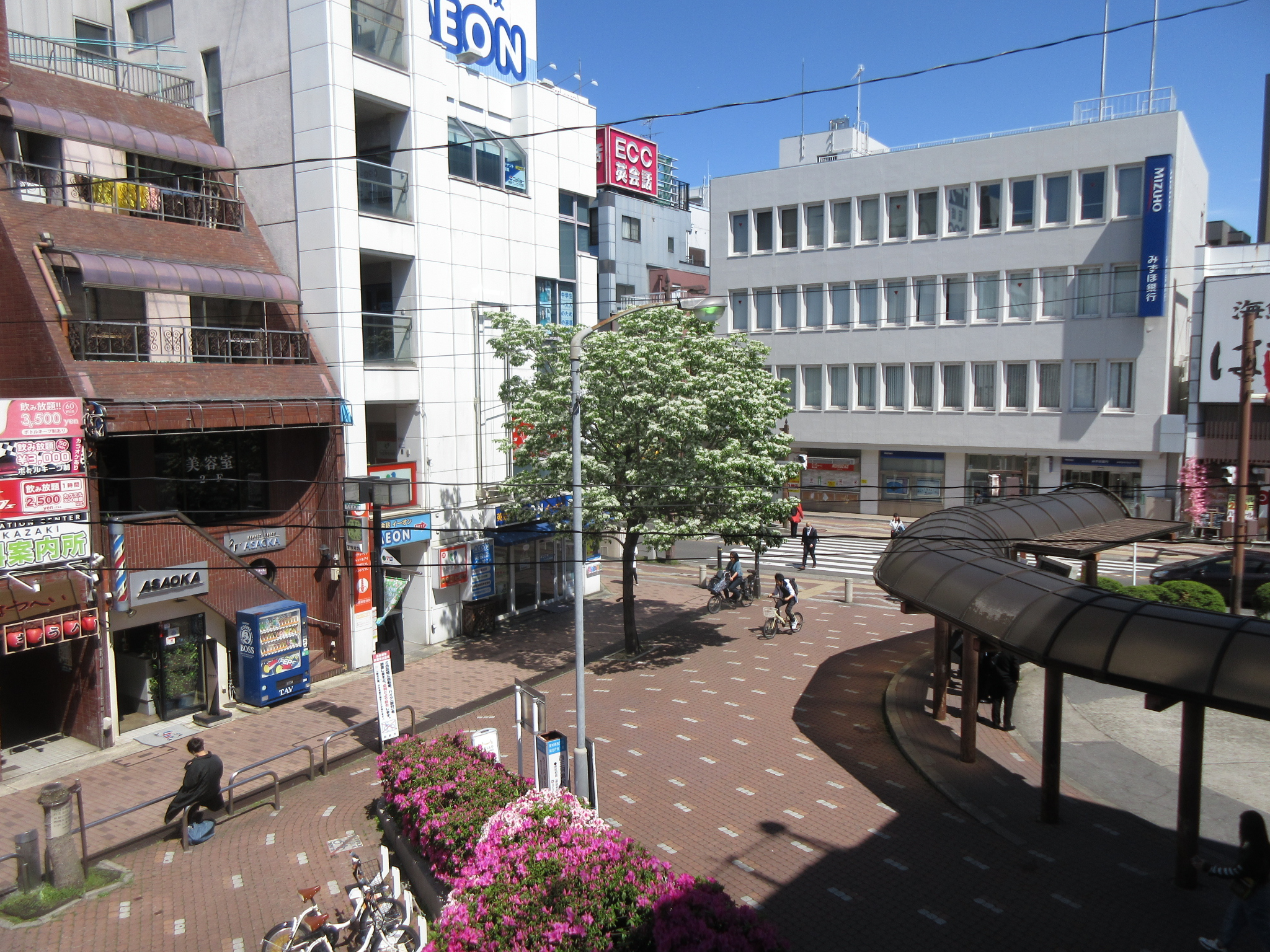
北口

### 配線図
| ← 豊橋方面 | 東岡崎駅 構内配線略図 | → 知立・ 名古屋方面 |
| 凡例 出典: |                       |                     |

## 利用状況
- 『名鉄120年：近20年のあゆみ』によると2013年度当時の1日平均乗降人員は37,583人であり、この値は名鉄全駅（275駅）中4位、 名古屋本線（60駅）中3位であった[45]。
- 『名古屋鉄道百年史』によると1992年度当時の1日平均乗降人員は47,500人であり、この値は岐阜市内線均一運賃区間内各駅（岐阜市内線・田神線・美濃町線徹明町駅 - 琴塚駅間）を除く名鉄全駅（342駅）中6位、 名古屋本線（61駅）中5位であった[46]。
- 『名鉄時刻表 1990 Vol.7』によると、1989年度下半期の1日平均乗降人員は42,536人であり、この値は名鉄全駅中7位であった。[47]
- 『名鉄 1983』によると、1981年度当時の一日平均乗降人員は45,864人であり、この値は名鉄全駅中6位であった[48]。
- 『創立70周年記念 今日と明日の名鉄』によると、1960年度当時の一日平均乗降人員は31,523人であり、1963年度の値は41,645人であった[49]。
- 『岡崎市戦災復興誌』掲載の統計資料によると、1948年（昭和23年）11月1日 - 1949年（昭和24年）4月30日間の半期における一日平均乗降人員は8,181人であり、この値は名鉄全駅中6位であった[50]。

『愛知県統計年鑑』『岡崎市統計書』等によると、年間および一日平均の乗車人員、乗降人員の推移は以下の通りである。
| 年                 | 年間統計  | 年間統計  | 年間統計   | 一日平均 | 一日平均 | 備考                            |
| 年                 | 乗車人員  | 乗車人員  | 乗降人員   | 乗車人員 | 乗降人員 | 備考                            |
| 年                 | 総数      | 定期      | 乗降人員   | 乗車人員 | 乗降人員 | 備考                            |
| ------------------ | --------- | --------- | ---------- | -------- | -------- | ------------------------------- |
| 1923（大正12）年度 | 61,099    |           | 126,316    | 258      | 533      | 8月8日開業                      |
| 1924（大正13）年度 | 185,706   |           | 380,531    | 509      | 1,043    | [ 52 ]                          |
| 1925（大正14）年度 | 205,074   |           | 417,784    | 562      | 1,145    | [ 53 ]                          |
| 1926（大正15）年度 | 348,835   |           | 703,232    | 956      | 1,927    | [ 54 ]                          |
| 1927（昭和02）年度 | 414,368   |           | 842,709    | 1,132    | 2,302    | [ 55 ]                          |
| 1928（昭和03）年度 | 479,347   |           | 976,633    | 1,313    | 2,676    | [ 56 ]                          |
| 1929（昭和04）年度 | 484,559   |           | 1,001,987  | 1,328    | 2,745    | [ 57 ]                          |
| 1930（昭和05）年度 | 439,703   |           | 915,190    | 1,205    | 2,507    | [ 58 ]                          |
| 1931（昭和06）年度 | 397,542   |           | 810,349    | 1,086    | 2,214    | [ 59 ]                          |
| 1932（昭和07）年度 | 386,180   |           | 784,920    | 1,058    | 2,150    | [ 60 ]                          |
| 1933（昭和08）年度 | 399,033   |           | 806,860    | 1,093    | 2,211    | [ 61 ]                          |
| 1934（昭和09）年度 | 417,293   |           | 842,493    | 1,143    | 2,308    | [ 62 ]                          |
| 1935（昭和10）年度 | 412,595   |           | 838,216    | 1,127    | 2,290    | [ 63 ]                          |
| 1936（昭和11）年度 | 434,890   |           | 884,408    | 1,191    | 2,423    | [ 64 ]                          |
| 1937（昭和12）年度 | 548,791   |           | 1,099,678  | 1,504    | 3,013    | [ 65 ]                          |
| 1938（昭和13）年度 | 610,262   |           | 1,149,462  | 1,672    | 3,149    | [ 66 ]                          |
| 1939（昭和14）年度 | 1,055,163 |           | 2,146,031  | 2,883    | 5,863    | [ 67 ]                          |
| 1940（昭和15）年度 | 1,193,115 |           | 2,364,479  | 3,269    | 6,478    | [ 68 ]                          |
| 1941（昭和16）年度 |           |           |            |          |          |                                 |
| 1942（昭和17）年度 |           |           |            |          |          |                                 |
| 1943（昭和18）年度 |           |           |            |          |          |                                 |
| 1944（昭和19）年度 |           |           |            |          |          |                                 |
| 1945（昭和20）年度 |           |           |            |          |          |                                 |
| 1946（昭和21）年度 |           |           | 4,547,000  |          | *12,458  | [ 69 ]                          |
| 1947（昭和22）年   | 3,047,000 |           | 6,312,000  | *8,325   | *17,246  | 期間は1947年1月 - 1947年12月末  |
| 1948（昭和23）年   | 2,743,000 |           | 5,572,000  | *7,515   | *15,266  | 期間は1948年1月 - 1948年12月末  |
| 1949（昭和24）年度 | 2,730,000 | 1,380,000 | 5,531,000  | *7,479   | *15,153  | 期間は1949年5月 - 1950年4月末   |
| 1950（昭和25）年度 | 2,490,000 | 1,342,000 | 4,968,000  | *6,822   | *13,611  | 期間は1949年11月 - 1950年10月末 |
| 1951（昭和26）年度 | 3,246,000 | 1,893,000 | 6,400,000  | *8,869   | *17,486  | [ 74 ]                          |
| 1952（昭和27）年度 | 3,505,687 | 2,193,000 | 6,969,068  | 9,605    | 19,094   | [ 75 ] [ 76 ]                   |
| 1953（昭和28）年度 | 3,620,000 | 2,159,000 | 7,105,000  | 9,917    | 19,464   | [ 77 ]                          |
| 1954（昭和29）年度 | 3,891,000 | 2,375,000 | 7,781,000  | 10,660   | 21,318   | [ 78 ]                          |
| 1955（昭和30）年度 | 3,988,447 | 2,484,000 | 7,971,311  | 10,897   | 21,777   | [ 79 ] [ 76 ]                   |
| 1956（昭和31）年度 | 4,358,000 | 2,805,000 |            | 11,940   |          | [ 80 ]                          |
| 1957（昭和32）年度 | 4,696,000 | 3,057,000 | 9,408,000  | 12,866   | 25,776   | [ 81 ]                          |
| 1958（昭和33）年度 |           |           |            |          |          |                                 |
| 1959（昭和34）年度 |           |           |            |          |          |                                 |
| 1960（昭和35）年度 | 5,758,674 |           | 11,490,354 |          | 31,523   | [ 76 ] [ 49 ]                   |
| 1961（昭和36）年度 |           |           |            |          |          |                                 |
| 1962（昭和37）年度 |           |           |            |          |          |                                 |
| 1963（昭和38）年度 |           |           |            |          | 41,645   | [ 49 ]                          |
| 1964（昭和39）年度 |           |           |            |          |          |                                 |
| 1965（昭和40）年度 | 8,051,015 |           | 16,070,266 |          |          | [ 76 ]                          |
| 1966（昭和41）年度 | 8,162,564 |           | 16,310,286 |          |          | [ 82 ]                          |
| 1967（昭和42）年度 | 8,384,788 |           | 16,763,993 |          |          | [ 83 ]                          |
| 1968（昭和43）年度 | 8,585,232 |           | 17,180,350 |          |          | [ 83 ]                          |
| 1969（昭和44）年度 | 9,979,300 |           | 19,945,800 |          |          | [ 83 ]                          |
| 1970（昭和45）年度 | 8,494,628 |           | 16,986,840 |          |          | [ 76 ] [ 83 ]                   |
| 1971（昭和46）年度 | 8,284,960 |           | 16,589,830 |          |          | [ 83 ]                          |
| 1972（昭和47）年度 | 9,044,172 |           | 18,123,235 |          |          | [ 83 ]                          |
| 1973（昭和48）年度 | 8,456,095 |           | 16,950,788 |          |          | [ 83 ]                          |
| 1974（昭和49）年度 | 8,621,355 |           | 17,273,261 |          |          | [ 83 ]                          |
| 1975（昭和50）年度 | 8,494,628 |           | 16,986,840 |          |          | [ 76 ]                          |
| 1976（昭和51）年度 | 8,168,771 |           | 16,339,074 | 22,380   |          | [ 84 ]                          |
| 1977（昭和52）年度 | 8,318,626 |           | 16,636,344 | 22,791   |          | [ 84 ]                          |
| 1978（昭和53）年度 | 8,457,644 |           | 16,938,518 | 23,172   |          | [ 84 ]                          |
| 1979（昭和54）年度 | 8,397,238 |           | 16,804,236 | 22,943   |          | [ 84 ]                          |
| 1980（昭和55）年度 | 8,507,982 |           | 17,026,987 | 23,310   |          | [ 84 ]                          |
| 1981（昭和56）年度 | 8,542,566 |           | 17,098,720 | 23,404   | 45,864   | [ 84 ] [ 48 ]                   |
| 1982（昭和57）年度 | 8,545,831 | 5,487,000 | 17,107,015 | 23,413   | 47,286   | [ 85 ] [ 84 ]                   |
| 1983（昭和58）年度 | 8,311,787 |           | 16,633,010 | 22,710   |          | [ 84 ]                          |
| 1984（昭和59）年度 | 8,166,807 |           | 16,325,764 | 22,375   |          | [ 84 ]                          |
| 1985（昭和60）年度 | 8,000,290 |           | 15,991,491 | 21,919   |          | [ 84 ]                          |
| 1986（昭和61）年度 | 8,027,384 |           | 16,047,453 | 21,993   |          | [ 86 ]                          |
| 1987（昭和62）年度 | 7,913,699 |           | 15,823,298 | 21,622   |          | [ 86 ]                          |
| 1988（昭和63）年度 | 7,825,599 | 4,932,330 | 15,646,649 | 21,440   | 43,243   | [ 87 ] [ 86 ]                   |
| 1989（平成元）年度 | 7,797,156 | 4,892,640 | 15,582,341 | 21,362   | 43,064   | [ 88 ] [ 86 ]                   |
| 1990（平成02）年度 | 7,829,346 | 4,964,580 | 15,647,058 | 21,450   | 43,246   | [ 89 ] [ 86 ]                   |
| 1991（平成03）年度 | 8,064,242 | 5,072,670 | 16,120,836 | 22,033   | 44,508   | [ 90 ] [ 91 ]                   |
| 1992（平成04）年度 | 8,114,981 | 5,145,240 | 16,221,194 | 22,233   | 44,833   | [ 92 ] [ 91 ]                   |
| 1993（平成05）年度 | 8,142,719 | 5,187,150 | 16,279,476 | 22,309   | 44,996   | [ 93 ] [ 91 ]                   |
| 1994（平成06）年度 | 8,061,566 | 5,170,980 | 16,134,057 | 22,283   | 44,596   | [ 94 ] [ 91 ]                   |
| 1995（平成07）年度 | 8,015,513 | 5,212,710 | 16,051,729 | 22,138   | 44,332   | [ 95 ] [ 91 ]                   |
| 1996（平成08）年度 | 7,775,885 | 4,990,710 | 15,571,695 | 21,494   | 43,042   | [ 96 ] [ 97 ]                   |
| 1997（平成09）年度 | 7,534,968 | 4,849,950 | 15,077,192 | 20,828   | 41,676   | [ 98 ] [ 97 ]                   |
| 1998（平成10）年度 | 7,385,492 | 4,784,130 | 14,793,523 | 20,416   | 40,894   | [ 99 ] [ 97 ]                   |
| 1999（平成11）年度 | 7,248,282 | 4,643,100 | 14,523,176 | 20,016   | 40,104   | [ 100 ] [ 97 ]                  |
| 2000（平成12）年度 | 7,213,564 | 4,640,820 | 14,450,531 | 19,940   | 39,944   | [ 101 ] [ 97 ]                  |
| 2001（平成13）年度 | 7,064,011 | 4,496,910 | 14,154,135 | 19,525   | 39,121   | [ 102 ] [ 103 ]                 |
| 2002（平成14）年度 | 6,945,201 | 4,450,500 | 13,917,261 | 19,197   | 38,468   | [ 104 ] [ 103 ]                 |
| 2003（平成15）年度 | 6,849,374 | 4,387,440 | 13,724,728 | 18,914   | 37,899   | [ 105 ] [ 103 ]                 |
| 2004（平成16）年度 | 6,754,459 | 4,356,030 | 13,546,441 | 18,671   | 37,445   | [ 106 ] [ 103 ]                 |
| 2005（平成17）年度 | 6,933,887 | 4,541,910 | 13,917,087 | 19,169   | 38,475   | [ 107 ] [ 108 ]                 |
| 2006（平成18）年度 | 6,871,724 | 4,446,160 | 13,804,083 | 18,997   | 38,158   | [ 109 ] [ 110 ]                 |
| 2007（平成19）年度 | 6,836,162 | 4,456,770 | 13,739,309 | 18,881   | 37,945   | [ 111 ] [ 110 ]                 |
| 2008（平成20）年度 | 6,797,681 | 4,417,920 | 13,657,581 | 18,792   | 37,754   | [ 112 ] [ 110 ]                 |
| 2009（平成21）年度 | 6,578,903 | 4,345,950 | 13,211,688 | 18,190   | 36,527   | [ 113 ] [ 110 ]                 |
| 2010（平成22）年度 | 6,582,430 | 4,371,750 | 13,212,351 | 19,201   | 36,531   | [ 114 ] [ 110 ]                 |
| 2011（平成23）年度 | 6,592,771 | 4,383,990 | 13,270,550 | 18,213   | 36,658   | [ 115 ] [ 116 ]                 |
| 2012（平成24）年度 | 6,641,892 | 4,437,600 | 13,356,689 | 18,366   | 36,932   | [ 117 ] [ 116 ]                 |
| 2013（平成25）年度 | 6,758,365 | 4,544,550 | 13,591,475 | 18,689   | 37,583   | [ 118 ] [ 116 ] [ 45 ]          |
| 2014（平成26）年度 | 6,704,918 | 4,498,320 | 13,472,129 | 18,541   | 37,253   | [ 119 ] [ 116 ]                 |
| 2015（平成27）年度 | 6,911,010 | 4,655,160 | 13,893,185 | 19,095   | 38,384   | [ 120 ] [ 116 ]                 |
| 2016（平成28）年度 | 7,030,364 | 4,732,410 | 14,128,067 | 19,442   | 39,068   | [ 121 ] [ 122 ]                 |
| 2017（平成29）年度 | 7,138,964 | 4,808,580 | 14,347,796 | 19,742   | 39,675   | [ 123 ] [ 122 ]                 |
| 2018（平成30）年度 | 7,200,364 | 4,875,630 | 14,470,422 | 19,912   | 40,015   | [ 124 ] [ 122 ]                 |
| 2019（令和元）年度 | 7,069,357 | 4,792,530 | 14,204,988 | 19,534   | 39,249   | [ 125 ] [ 122 ] [ 126 ]         |
| 2020（令和02）年度 | 5,295,887 |           | 10,639,005 | 14,662   | 29,454   | [ 122 ] [ 127 ]                 |
| 2021（令和03）年度 |           |           |            |          | 31,175   | [ 128 ]                         |

2005（平成17）年度以降はバス連絡（乗換え）人員を含む
斜体の値は千人単位（千人未満四捨五入）
* 千人単位からの概算値
名鉄の駅の中では、名鉄名古屋駅、金山駅、栄町駅に次いで、4番目に利用者が多い。名鉄の名古屋市内以外の駅、及び他の鉄道路線と接続していない名鉄の単独駅の中では、最も利用者が多い。

## ダイヤ
全営業列車が停車する。普通列車の運転系統は一部を除いてこの駅で区切られている。名古屋方面からの列車のうち半分（毎時2本）は行き先と列車番号を変更して国府方面へ向かい、逆に国府方面からの列車は全て（毎時2本）が行き先を変更して名古屋方面へ向かうことになっている。よって、残りの名古屋方面からの列車（毎時2本）だけが当駅で折り返す。
2023年現在のパターンダイヤでは、上りは日中を除き快速特急豊橋行きと普通伊奈行き、特急豊橋行き・急行（準急）豊川稲荷行きと普通東岡崎止め、下りは急行一宮行き（豊橋発）・快速特急新鵜沼行きと普通犬山（豊明）行き、急行一宮行き（豊川稲荷発）・特急岐阜行きと普通岩倉行き（14時台まで）がそれぞれ緩急接続を行う。
日中の上りは特急豊橋行きと普通伊奈行き、快速特急豊橋行きと普通東岡崎止めがそれぞれ緩急接続を行っている（同時間帯の急行または準急の豊川稲荷行きは運転されなくなった）。
当駅をはさんで準急のまま運転される列車は基本的になく、平日朝の本宿行き・国府行き各1本を除き当駅で急行または普通に種別変更する。
1992年から1999年まで午前中の一部の特急（現在の快速特急）は知立駅を通過し、新安城駅にも停車しなかった（別の系統が停車）ため、当駅を出ると神宮前駅までノンストップだった。
名古屋本線神宮前駅以東で事故など何らかのトラブルが発生するとこの駅で打ち切りとなることが多い。

## 駅周辺
当駅は岡崎市街の南端に位置し、一級河川である乙川を挟んで市街中心部と向かい合う。駅北口は居酒屋などが集積する繁華街であり、駅前には飲食店、商店、事業所等が多数立地し、近隣に岡崎城や六所神社といった観光地があり、宿泊施設も多数存在する。
また、2019年11月2日には駅の北口に飲食店、物販店、ホテル、駐輪場及び駐車場などで構成される複合商業施設「オト リバーサイドテラス」が開業した。

### 北口
公共施設・官公署
- 岡崎市役所
- 愛知県西三河総合庁舎
- 岡崎市竜美丘会館
- 岡崎市消防本部・中消防署本署
- 岡崎市せきれいホール

教育機関
- 愛知県立岡崎商業高等学校
- 中部美容専門学校 岡崎校
- KTCおおぞら高等学院 岡崎キャンパス

公園・観光地
- 岡崎城公園
- 岡崎城
- 菅生神社
- 吹矢橋公園
- 明代橋公園

商業施設
- オト リバーサイドテラス

企業
- 岡崎信用金庫本店

宿泊施設
- スーパーホテル岡崎
- 岡崎ニューグランドホテル
- 岡崎第一ホテル
- 岡崎第一ホテル　イースト館
- 岡崎シングルホテル
- グランドイン東岡崎
- ホテルリブマックス岡崎

その他
- 岡崎センタービル
- 東岡崎駅前通り（愛知県道477号東大見岡崎線）
- 竜美丘会館通り
- モダン道路（愛知県道477号東大見岡崎線)
- 国道1号
- 乙川（明代橋）

### 南口
駅前南口広場：ガレリアプラザ
教育機関
- 自然科学研究機構（基礎生物学研究所・生理学研究所・分子科学研究所）
- 愛知県立岡崎高等学校
- 愛知教育大学附属岡崎中学校
- 岡崎市立三島小学校
- 岡崎市立竜海中学校

宿泊施設
- グリーンホテルリッチ徳川園

神社・寺院
- 六所神社
- 龍海院

その他
- 愛知県豊橋赤十字血液センター　岡崎献血ルーム
- 電車通り（愛知県道483号岡崎幸田線）

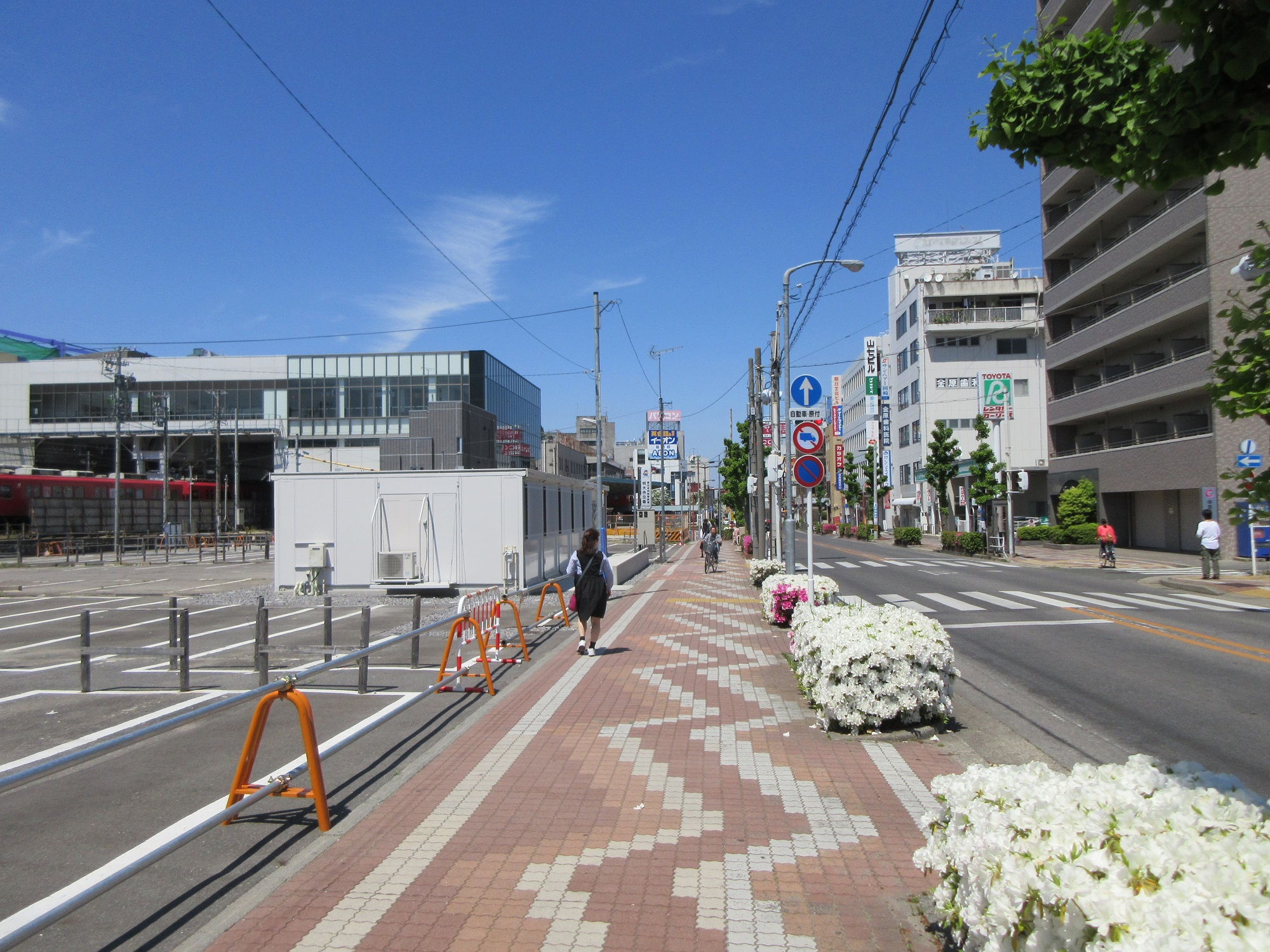
東岡崎駅前通り
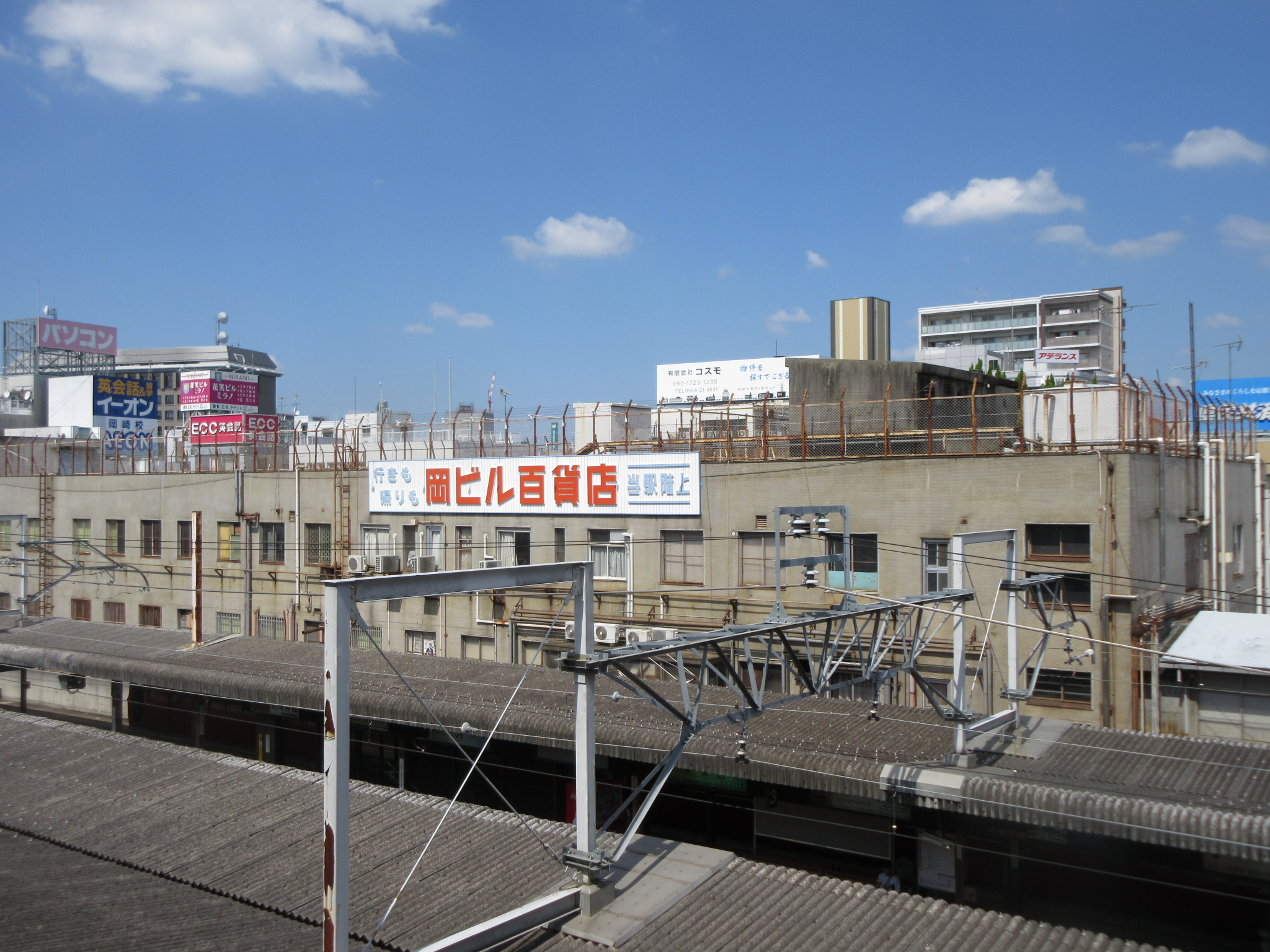
岡ビル百貨店
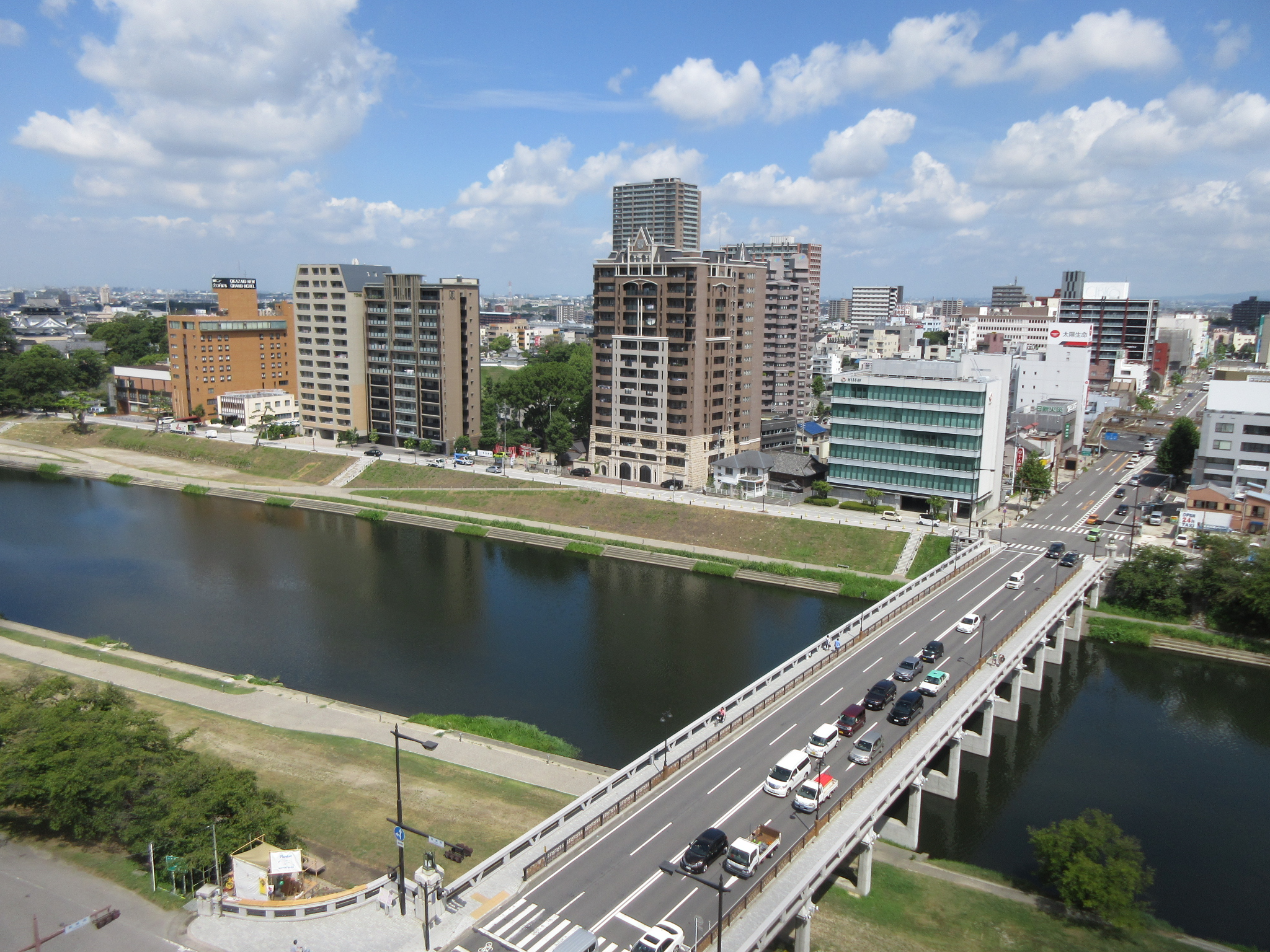
乙川と殿橋

## 路線バス
様々な方面へ向かうバスが発着し、岡崎市最大の交通結節点となっている。

### 北口
1番のりば（名鉄バス）
- 日名町、JR安城駅、坂戸、西岡崎駅、北野北口、中岡崎駅（岡崎市役所経由）、［快速］市民病院

2番のりば（名鉄バス）
- 中央総合公園、市民病院、岡崎げんき館前、桜形、美合駅（洞町経由）、JR岡崎駅（洞町・美合駅経由）、真伝吉祥1丁目、岡崎墓園

3番のりば（名鉄バス）
- JR岡崎駅（電車通り銭堤経由）、福岡町（電車通り銭堤、JR岡崎駅経由）、南部地域交流センター（電車通り銭堤、JR岡崎駅経由）、[快速］JR岡崎駅、蒲郡競艇場（無料送迎バス）

4番のりば（名鉄バス）
- 大樹寺（康生町経由）、滝団地、大門駅、東名岩津、三河上郷駅、奥殿陣屋、足助、川向、大沼、上米河内

5番のりば（名鉄バス）
- フタバ産業前、岩中、大樹寺（梅園学校前経由）

### 北口交差点北
9番のりば（名鉄バス）
- JR岡崎駅（光ヶ丘経由）

### 南口
11番のりば
- 竜美丘循環（名鉄バス運行）
- ドリームなごや号：新宿、東京、新木場（JR東海バス運行）

12番のりば（名鉄バス）
- イオンモール岡崎

13番のりば（名鉄東部交通）
- 西尾

14番のりば（名鉄バス）
- 美合駅（商工会議所前・緑丘経由)、緑丘（商工会議所前・上地三丁目経由）、JR岡崎駅(西口)（中之郷経由）

高速バスのりば
- JAMJAMライナー：横浜、新宿、東京方面（ジャムジャムエクスプレス運行）
- OTBライナー：桜木町、東京、東京ディズニーランド行（オー・ティー・ビー運行）
- さくら高速バス：新宿、二俣新町行（桜交通・インフォマティック運行）

## 隣の駅
名古屋鉄道
NH 名古屋本線
□快速特急
豊橋駅 (NH01) - （一部伊奈駅 (NH02)・国府駅(NH04)）- 東岡崎駅 (NH13) - （一部新安城駅 (NH17)）- 知立駅(NH19)
■特急
国府駅 (NH04) - （一部本宿駅 (NH08)・美合駅(NH11)）- 東岡崎駅 (NH13) - 新安城駅 (NH17)
■急行
美合駅 (NH11) - （一部男川駅 (NH12)） - 東岡崎駅 (NH13) - （一部矢作橋駅 (NH15)） - 新安城駅　(NH17)
■準急(平日上り2本を除き当駅で急行に種別変更)
男川駅 (NH12) - 東岡崎駅 (NH13) - 矢作橋駅 (NH15)
■普通
男川駅 (NH12) - 東岡崎駅 (NH13) - 岡崎公園前駅 (NH14)